# فرودگاه فورت سینت جیمز (پریسن)
فرودگاه فورت سینت جیمز (پریسن) (به انگلیسی: Fort St. James (Perison) Airport) یک فرودگاه همگانی با کد یاتا YJM است که یک باند فرود آسفالت دارد و طول باند آن ۱۲۱۹ متر است. این فرودگاه در کشور کانادا قرار دارد و در ارتفاع ۷۲۱ متری از سطح دریا واقع شده است.